# 条纹罂粟蜗牛
条纹罂粟蜗牛（学名：Carychium noduliferum）是罌粟蝸牛屬的一种。罌粟蝸牛屬舊屬原始有肺目罂粟蜗牛科，今屬耳螺目耳螺科罂粟蜗牛亚科。

## 分佈
主要分布于韩国、台湾，常栖息在低至高海拔山区。